# 宋基元
宋 基元（ソン・ギウォン、송기원、1947年7月1日 - 2024年7月31日）は、韓国の詩人・小説家。全羅南道宝城出身。

## 略歴
『実践文学』と 『民衆教育』の発行人として活動した。苦しい環境の中で歩んでいく人生の美しさを描いた 『인도로 간 예수』(インドに行くイエス)、『청산』(青山)、 禪を求めて旅立つ 『안으로의 여행』(内への旅)、『또 하나의 나』(もう一人の自分) などの作品を通して民衆的な真実と真の自我を求める探求を試みている。
疎外された民衆に対する暖かい心が込められている 『마음 속 붉은 꽃잎』(心の中の赤い花弁)、『단 한번 보지 못한 내 꽃들』(たった一度も見たことのない我が花)などの詩集もある。
晩年は全南海南に住んでおり、2024年持病の治療を受けたが、同年7月31日に亡くなった。享年77。

## 受賞歴
- 1993年、第23回 東仁文学賞
- 2001年、第9回 吳永壽文学賞
- 2003年、第11回 大山文学賞
- 2003年、第6回 金東里文学賞

## 主な作品
小説集
- 1977年、『열아홉 살의 시』(十七歳の詩)[3]
- 1984年、『다시 월문리에서』(再び月文里にて)
- 1995年、『인도로 간 예수』(インドに行くイエス)
- 1997年、『청산』(青山)
- 1999年、『안으로의 여행』(内への旅)
- 2000年、『또 하나의 나』(もう一人の自分)

詩集
- 1996年、『마음 속 붉은 꽃잎』(心の中への赤い花弁)
- 2006年、『단 한번 보지 못한 내 꽃들』(たった一度も見たことのないわが花)